# Belén Rueda

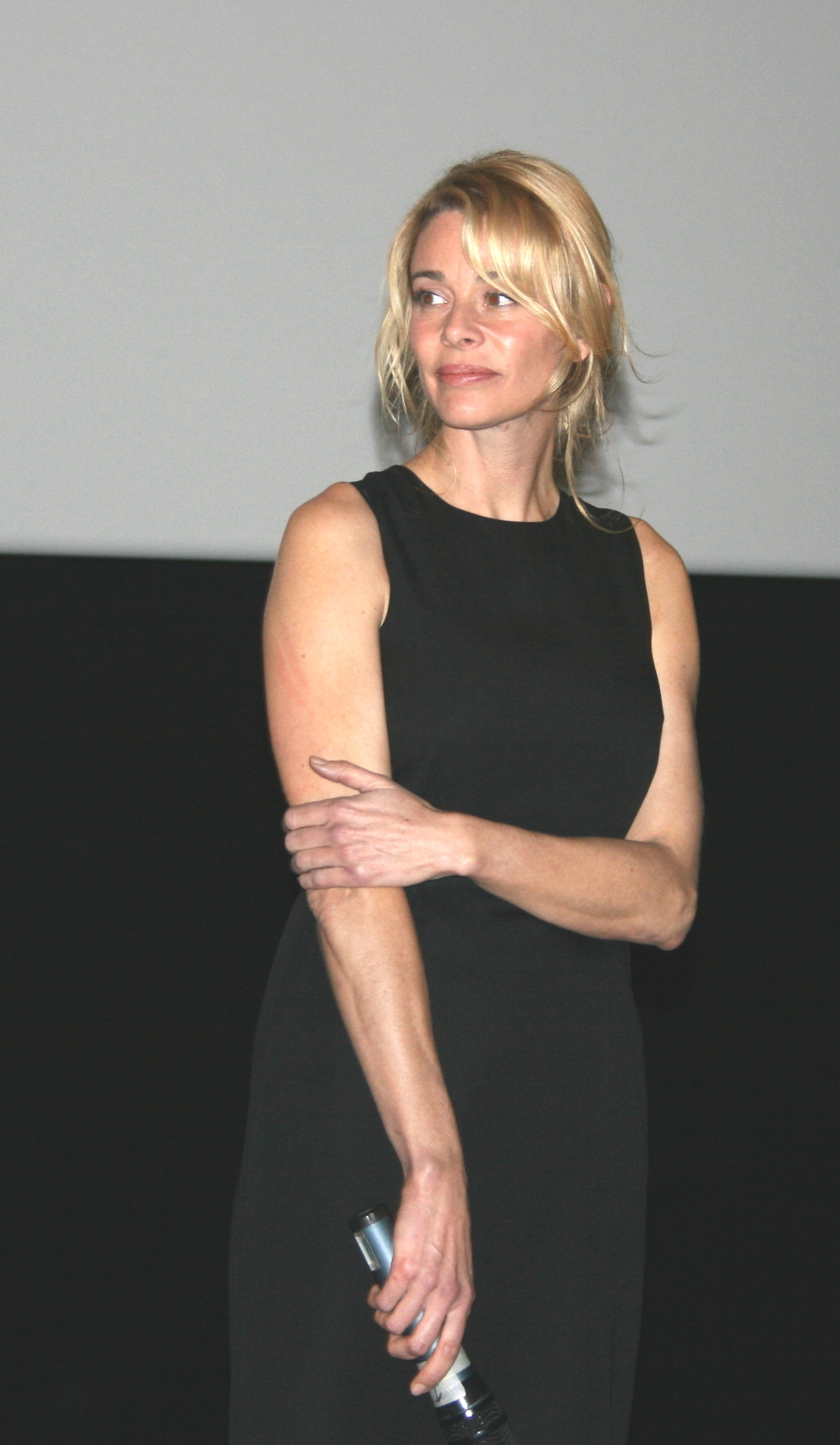
Belén Rueda vid en pressvisning för filmen El Orfanato.

María Belén Rueda García-Porrero, född 16 mars 1965 i Madrid, är en spansk skådespelare. 
Rueda var länge värdinna för La ruleta de la fortuna, den spanska versionen av Lyckohjulet, samt var presentatör i flera andra TV-produktioner. Hon har spelat i ett flertal filmer och vann 2004 en Goya i kategorin Bästa nya kvinnliga skådespelare för sin rollinsats i Gråta med ett leende. För sin roll som Laura i Barnhemmet Goya-nominerades hon i kategorin Bästa kvinnliga huvudroll.
Hon föddes i Madrid, pappan var civilingenjör och mamman balettinstruktör. Belén Rueda är mellanbarnet i en syskonskara på tre. 

## Filmografi i urval
- 2004 - Gråta med ett leende (Mar adentro)
- 2007 - Barnhemmet (El Orfanato)
- 2007 - Savage Grace
- 2012 – The Body